# Майерхоффер фон Ведрополье, Стефан

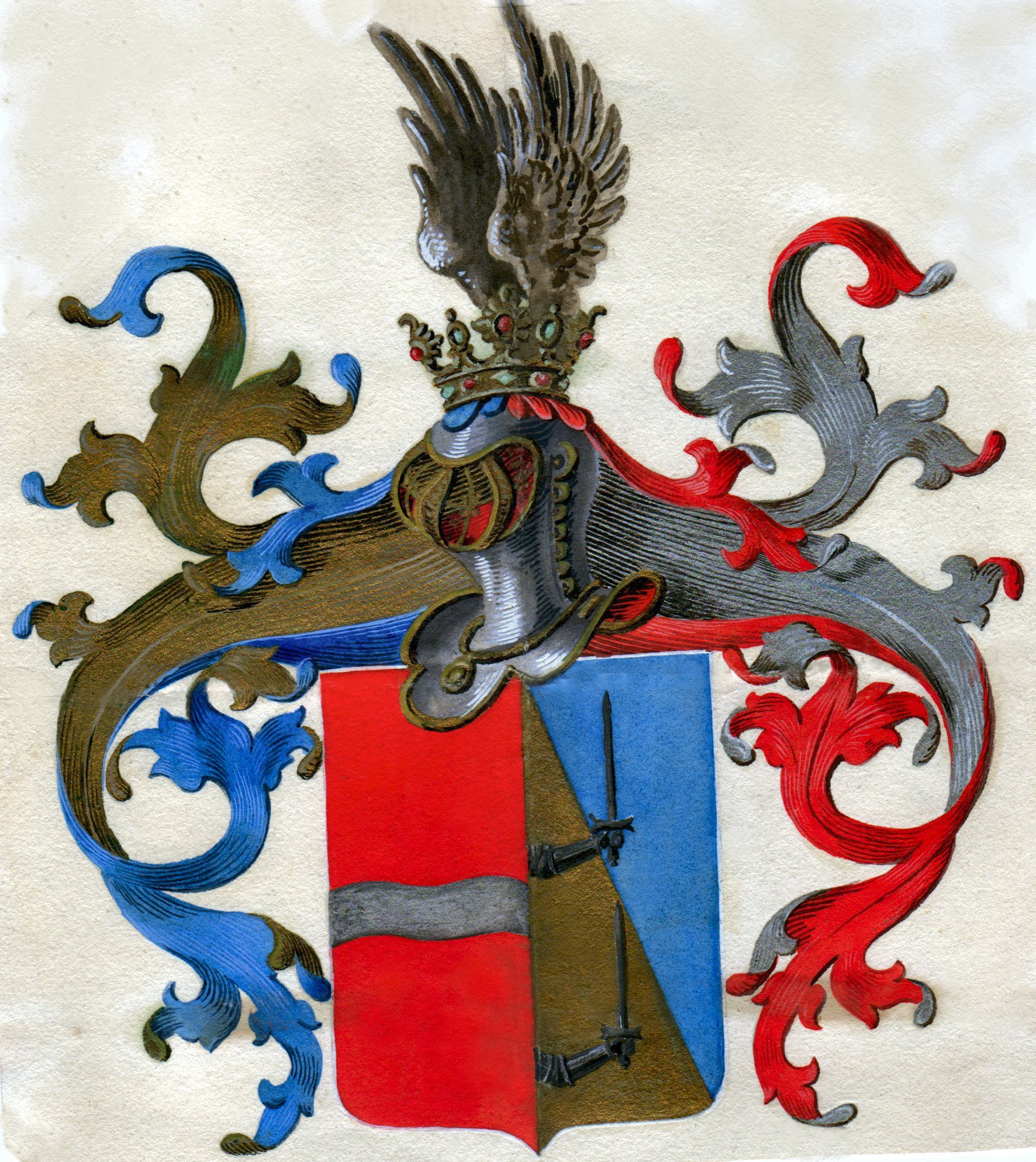
Герб Стефана Майерхоффера фон Ведрополье

Стефан Майерхоффер фон Ведрополье (нем. Stephan Mayerhoffer von Vedropolje; 1839—1918) — австрийский имперский военачальник, фельдмаршал-лейтенант, военный педагог.

## Биография
С 1853 года учился в австрийском кадетском училище. После окончания в 1861 году Императорской и Королевской военно-технической академии в звании унтер-лейтенанта направлен в артиллерийский полк в Вене. В 1864 г. продолжил учёбу на высших артиллерийских курсах. В 1865 года был переведен лейтенантом полевой полковой артиллерии.
Участник Австро-прусско-итальянской войны 1866 года. Отличился в битвах при Находе и при Садове, за что был отмечен императорской похвалой.
В 1873 году направлен в артиллерийский батальон крепости № 10, с 1874 по 1881 год — служил преподавателем в артиллерийском кадетском училище. Награждён Крестом «За военные заслуги», повышен в звании до капитана. Затем проходил службу в артиллерийских подразделениях Австро-Венгрии.
В 1890 году — командир тяжелой батарейной дивизии, в 1891 году стал подполковником, командиром 2-го дивизионного артиллерийского полка (1894),. В 1898 году награждён Орденом Железной Короны 3-го класса и возведён в венгерское дворянство.
В 1899 году был переведен на службу в королевский венгерский ландвер. С 1 мая 1900 года командовал королевской венгерской бригадой сухопутных войск в Осиеке. 7 июня 1908 года ему было присвоено звание фельдмаршала-лейтенанта.
Автор работы «Krieg 1809», посвящённой войне 1809 года и сражения у Регенсбурга, изданной австро-венгерским военным архивом в Вене в 1907 г.